# 6654 Luleå
(6654) Luleå, denumire internațională (6654) Lulea, este un asteroid din centura principală de asteroizi.

## Descriere
6654 Luleå este un asteroid din centura principală de asteroizi. A fost descoperit pe 29 februarie 1992 la Observatorul La Silla în cadrul programului UESAC. Asteroidul prezintă o orbită caracterizată de o semiaxă mare de 3,15 ua, o excentricitate de 0,17 și o înclinație de 5,9° în raport cu ecliptica.